# Dielèctric de porta

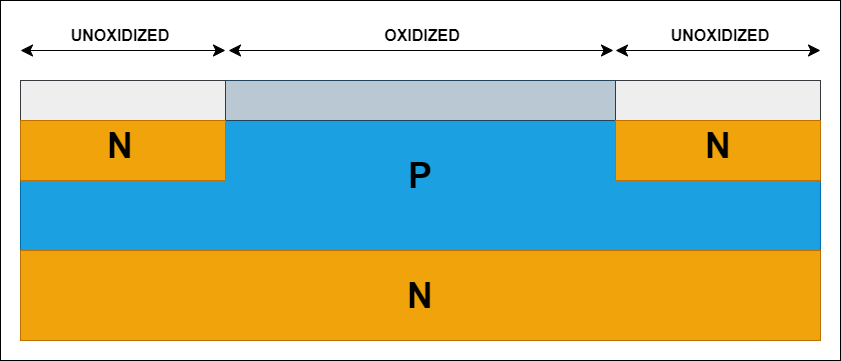
Diagrama d'un transistor dielèctric de porta de diòxid de silici fet per Frosch i Derrick el 1957

Un dielèctric de porta és un dielèctric utilitzat entre la porta i el substrat d'un transistor d'efecte de camp (com ara un MOSFET). En els processos d'última generació, el dielèctric de la porta està subjecte a moltes limitacions, com ara:
- Interfície elèctricament neta amb el substrat (baixa densitat d'estats quàntics per als electrons)
- Alta capacitat, per augmentar la transconductància FET
- Alt gruix, per evitar la ruptura dielèctrica i les fuites per túnel quàntic.

Les restriccions de capacitat i gruix s'oposen gairebé directament entre si. Per als FET de substrat de silici, el dielèctric de la porta és gairebé sempre diòxid de silici (anomenat "òxid de porta"), ja que l'òxid tèrmic té una interfície molt neta. Tanmateix, la indústria dels semiconductors està interessada a trobar materials alternatius amb constants dielèctriques més altes, que permetrien una capacitat més gran amb el mateix gruix.

## Història
El 1955, Carl Frosch i Lincoln Derrick van fer créixer accidentalment una capa de diòxid de silici sobre la hòstia de silici, per la qual cosa van observar efectes de passivació superficial.  El 1957 Frosch i Derrick, utilitzant l'emmascarament i la predeposició, van poder fabricar transistors de diòxid de silici i van demostrar que el diòxid de silici aïllava, protegia les hòsties de silici i evitava que els dopants es difonguessin a l'hòstia. El diòxid de silici segueix sent el dielèctric de porta estàndard en la tecnologia MOSFET.